# Čitluk (żupania szybenicko-knińska)
Čitluk – wieś w Chorwacji, w żupanii szybenicko-knińskiej, w gminie Promina. W 2011 roku liczyła 112 mieszkańców.